# Campeonato Mineiro 1970
In 1970 werd het 56ste Campeonato Mineiro gespeeld voor voetbalclubs uit de Braziliaanse staat Minas Gerais. De competitie werd gespeeld van 1 maart tot 20 september en werd georganiseerd door de Federação Mineira de Futebol. De competitie werd in twee fases. In de eerste fase kregen zes clubs een vrijstelling. Atlético werd kampioen

## Eerste fase

### Groep A
| Plaats | Club        | Wed. | W | G | V | Saldo | Ptn. |
| ------ | ----------- | ---- | - | - | - | ----- | ---- |
| 1.     | Uberlândia  | 14   | 9 | 5 | 0 | 22:7  | 23   |
| 2.     | Fluminense  | 14   | 5 | 6 | 3 | 29:23 | 16   |
| 3.     | Uberaba     | 14   | 5 | 5 | 4 | 24:18 | 15   |
| 4.     | Paraense    | 14   | 5 | 4 | 5 | 21:21 | 14   |
| 5.     | Araxá       | 14   | 7 | 0 | 7 | 22:24 | 14   |
| 6.     | Nacional FC | 14   | 5 | 1 | 8 | 19:25 | 11   |
| 7.     | Araguari    | 14   | 3 | 4 | 7 | 19:28 | 10   |
| 8.     | Caldense    | 14   | 3 | 3 | 8 | 11:21 | 9    |

|  | Gekwalificeerd voor tweede fase |

### Groep B
| Plaats | Club           | Wed. | W  | G | V  | Saldo | Ptn. |
| ------ | -------------- | ---- | -- | - | -- | ----- | ---- |
| 1.     | Valeriodoce    | 14   | 10 | 2 | 2  | 32:11 | 22   |
| 2.     | Nacional AC    | 14   | 7  | 2 | 5  | 20:16 | 16   |
| 3.     | Democrata-GV   | 14   | 7  | 2 | 5  | 16:15 | 16   |
| 4.     | Sport          | 14   | 6  | 3 | 5  | 20:22 | 15   |
| 5.     | Villa do Carmo | 14   | 5  | 5 | 4  | 17:18 | 15   |
| 6.     | Tupi           | 14   | 5  | 5 | 4  | 19:17 | 15   |
| 7.     | Acesita        | 14   | 0  | 8 | 6  | 11:20 | 8    |
| 8.     | Tupynambás     | 14   | 2  | 1 | 11 | 7:23  | 5    |

|  | Gekwalificeerd voor tweede fase |

### Groep C
| Plaats | Club                   | Wed. | W  | G | V  | Saldo | Ptn. |
| ------ | ---------------------- | ---- | -- | - | -- | ----- | ---- |
| 1.     | Flamengo               | 14   | 10 | 2 | 2  | 25:9  | 22   |
| 2.     | Atlético Très Corações | 14   | 8  | 4 | 2  | 19:7  | 20   |
| 3.     | Democrata-SL           | 14   | 8  | 3 | 3  | 19:7  | 19   |
| 4.     | Cassimiro de Abreu     | 14   | 6  | 6 | 2  | 19:8  | 18   |
| 5.     | Olympic                | 14   | 4  | 6 | 4  | 20:23 | 14   |
| 6.     | Formiga                | 14   | 4  | 3 | 7  | 18:23 | 11   |
| 7.     | Athletic Club          | 14   | 1  | 2 | 11 | 10:27 | 4    |
| 8.     | Sete de Setembro       | 14   | 1  | 2 | 11 | 11:37 | 4    |

|  | Gekwalificeerd voor tweede fase |

## Tweede fase
| Plaats | Club                   | Wed. | W  | G | V  | Saldo | Ptn. |
| ------ | ---------------------- | ---- | -- | - | -- | ----- | ---- |
| 1.     | Atlético               | 22   | 20 | 1 | 1  | 51:12 | 41   |
| 2.     | Cruzeiro               | 22   | 14 | 4 | 4  | 45:17 | 32   |
| 3.     | América                | 22   | 12 | 5 | 5  | 26:17 | 29   |
| 4.     | Uberlândia             | 22   | 9  | 7 | 6  | 33:22 | 25   |
| 5.     | Villa Nova             | 22   | 9  | 5 | 8  | 28:31 | 23   |
| 6.     | Valeriodoce            | 22   | 9  | 4 | 9  | 28:24 | 22   |
| 7.     | Sport                  | 22   | 8  | 5 | 9  | 17:27 | 21   |
| 8.     | Flamengo               | 22   | 7  | 5 | 10 | 28:31 | 19   |
| 9.     | Atlético Très Corações | 22   | 6  | 6 | 10 | 17:27 | 18   |
| 10.    | Uberaba                | 22   | 6  | 5 | 11 | 20:33 | 17   |
| 11.    | Tupi                   | 22   | 3  | 4 | 15 | 18:39 | 10   |
| 12.    | Fluminense             | 22   | 1  | 5 | 16 | 11:42 | 7    |

|  | Kampioen |

### Kampioen
| Campeonato Mineiro de 1970 |
| -------------------------- |
| ATLÉTICO 23º Titel         |